# Risa Ozaki
Risa Ozaki (jap. 尾崎 里紗, Ozaki Risa; * 10. April 1994 in Kōbe) ist eine japanische Tennisspielerin.

## Karriere
Ozaki spielt überwiegend ITF-Turniere, bei denen sie bislang sieben Einzeltitel gewonnen hat. Seit den US Open 2013 spielt sie regelmäßig Qualifikation von Grand-Slam-Turnieren. Bei den Australian Open war sie 2014 nahe am Hauptfeld, als sie erst in der dritten Runde scheiterte.
Ihren ersten Erfolg auf der WTA Tour erzielte sie 2013 bei den Tashkent Open; nach erfolgreicher Qualifikation besiegte sie Kateryna Koslowa, ehe sie Nastassja Burnett unterlag.
2014 debütierte sie in der japanischen Fed-Cup-Mannschaft; sie ging nach beiden Doppelpartien als Siegerin vom Platz.

## Turniersiege

### Einzel
| Nr. | Datum            | Turnier   | Kategorie   | Belag     | Finalgegnerin   | Ergebnis       |
| --- | ---------------- | --------- | ----------- | --------- | --------------- | -------------- |
| 1.  | 2. Juni 2013     | Changwon  | ITF $25.000 | Hartplatz | Zhang Yuxuan    | 6:4, 6:4       |
| 2.  | 21. Juli 2013    | Granby    | ITF $25.000 | Hartplatz | Samantha Murray | 0:6, 7:5, 6:2  |
| 3.  | 21. Juni 2015    | Incheon   | ITF $25.000 | Hartplatz | Liu Chang       | 5:7, 7:64, 6:3 |
| 4.  | 5. Juli 2015     | Vaihingen | ITF $25.000 | Sand      | Romina Oprandi  | 6:4, 7:5       |
| 5.  | 30. Oktober 2016 | Bendigo   | ITF $50.000 | Hartplatz | Asia Muhammad   | 6:3, 6:3       |
| 6.  | 6. November 2016 | Canberra  | ITF $50.000 | Hartplatz | Georgia Brescia | 6:4, 6:4       |
| 7.  | 23. Juni 2019    | Jakarta   | ITF $25.000 | Hartplatz | Arianne Hartono | 6:4, 6:1       |

## Abschneiden bei Grand-Slam-Turnieren

### Einzel
| Turnier         | 2013 | 2014 | 2015 | 2016 | 2017 | 2018 | Karriere |
| --------------- | ---- | ---- | ---- | ---- | ---- | ---- | -------- |
| Australian Open | —    | Q3   | Q1   | Q2   | 1    | Q1   | 1        |
| French Open     | —    | Q1   | Q1   | Q1   | 1    | —    | 1        |
| Wimbledon       | —    | Q2   | Q1   | Q2   | 1    | —    | 1        |
| US Open         | Q1   | Q1   | Q1   | Q3   | 2    | —    | 2        |

Zeichenerklärung: S = Turniersieg; F, HF, VF, AF = Einzug ins Finale / Halbfinale / Viertelfinale / Achtelfinale; 1, 2, 3 = Ausscheiden in der 1. / 2. / 3. Hauptrunde; Q1, Q2, Q3 = Ausscheiden in der 1. / 2. / 3. Runde der Qualifikation; n. a. = nicht ausgetragen